# Canterbury-Bankstown Bulldogs
Canterbury-Bankstown Bulldogs è una società sportiva australiana di rugby a 13 con sede a Belmore nel Queensland. Rappresenta l'area del sobborgo Canterbury Bankstown di Sydney e partecipa al campionato professionistico National Rugby League. I Bulldogs giocano al AZN Stadium di Sydney e al Belmore Sports Ground di Belmore.

## Palmarès
- 8 titoli della National Rugby League (1938, 1942, 1980, 1984, 1985, 1988, 1995, 2004)
  - 18 volte in finale